# Реју
Реју (ест. Reiu jõgi; лет. Reiju) летонско−естонска је река. Лева је притока реке Парну у коју се улива недалеко од града Парнуа и део басена Ришког залива Балтичког мора.
Свој ток започиње као отока језера Сока на крајњем северу Летоније и углавном тече у смеру севера. Дужина водотока је 73 km, површина сливног подручја 917 km², а просечан проток око 17,3 m³/s. Укупан пад корита је 50 метара, односно у просеку 0,68 метара по километру тока.